# Київське товариство грамотності
Київське товариство грамотності, Київське товариство письменності — народно-просвітня організація, що виникла 1882 року з офіційного дозволу для елементарної просвіти народу. На початковому етапі не виявило активності, було тільки створено мережу недільних шкіл. С початку організацію очолив київський губернатор С. Гудим‑Левкович, з 1884 року — О. Андріяшев.

## Статус та значення
Київське товариство грамотності докорінно змінюється, коли 1897 року його очолив В. Науменко — діяльність товариства набуває загальнонаціонального характеру. До дійсних його членів належали: М. Василенко, Б. Грінченко, В. Дурдуківський, О. Косач, І. Лучицький, Є. Чикаленко та інші. Тільки 1900 року до нього вступило 63 нових членів, на 1901 рік воно налічувало 366 дійсних та 17 почесних членів, 1902 рік — 463 члени.
Від 1900 року при Київському товаристві грамотності починають працювати видавнича та шкільна комісії. За сім років видавнича комісія видала 15 брошур. Членами шкільної комісії було складено унікальне зібрання посібників у справах народної освіти. У Києві було п'ять недільних шкіл: дві — для чоловіків, дві — жіночі й одна — мішана. Їх відвідували 750 учнів, у них працювало 96 учителів, кожна школа мала власну бібліотеку.

## Досягнення
Найважливіші досягнення Київського товариства грамотності — створення на всіх українських землях у межах Російської імперії мережі бібліотек на гроші книговидавця Ф. Павленкова та будівництво Народного дому, який був центром української просвіти до 1906 року.
Бібліотеки почали відкриватися з 1901 року на гроші, які російський книговидавець Ф. Павленков заповів для цієї мети. Створювалися вони дуже швидко, їхня вартість дорівнювала 100 рублів кожна. До 1908 року укомплектовано 204 бібліотеки, ще на 50 був накладений арешт. Клопотанням членів Київського товариства грамотності був досягнутий дозвіл на закладення на Троїцькій площі Народного дому (архітектор Г. Антоновський; загальна вартість будівництва — 50 тис. руб., з них 25 тис. руб. — народні пожертви). З відкриттям Народного дому 15 листопада 1902 року Київське товариство грамотності отримало власне помешкання з лекторієм, театральною сценою, бібліотекою.
Філії Київського товариства грамотності: Бердичівська, Уманська, Черкаська, Звенигородська, Смілянська, Чигиринська, Шполянська, Старокостянтинівська, Фастівська, Літинська, Немирівська та Кам'янець-Подільська.
1906 року Київське товариство грамотності налічувало 614 дійсних членів.
З відкриттям «Просвіт» (див. Просвіти), яким була властива виразна національна спрямованість, роль Київського товариства грамотності зменшується.
1908 року царська влада заборонила діяльність товариства.